# Goniodoma auroguttella
Goniodoma auroguttella (лат.) — вид молевидных бабочек-чехлоносок (Coleophoridae).

## Распространение
Встречается в южной Европе, европейской части России и в Малой Азии. Среда обитания состоит из степей и полупустынных биотопов.

## Описание
Мелкая молевидная бабочка. Взрослые особи летают с июня по август.
Гусеницы первого возраста живут в плодолистиках растений рода лебеда (Atriplex), включая такие виды как лебеда раскидистая (Atriplex patula), Atriplex latifolia, Atriplex laciniata и лебеда татарская (Atriplex tatarica).